# قیمومت بین‌النهرین
قیمومت میان‌رودان (به انگلیسی: The Mandate for Mesopotamia) که به اسم‌های قیمومت انگلیس برای میان‌رودان یا فرمان برای میان‌رودان نیز شناخته می‌شود، یک پیشنهاد قیمومت برای پوشش عراق عثمانی (میان‌رودان) بود. این قرارداد به انگلستان سپرده می‌شد اما با پیمان انگلیس و عراق، توافق‌نامه بین انگلیس و عراق با برخی شباهت‌ها با دستور پیشنهادی، جایگزین آن شد.
حکم پیشنهادی در ۲۵ آوریل ۱۹۲۰، مطابق با توافق‌نامه سایکس–پیکو در سال ۱۹۱۶ در کنفرانس سانریمو در ایتالیا اعطا شد، اما هنوز مستند و تعریف نشده بود. قرار بود طبق ماده ۲۲ میثاق جامعه ملل از قیمومت کلاس الف باشد. پیش نویس سند دستور کار توسط دفتر استعمار انگلیس در ژوئن ۱۹۲۰تهیه شد و در دسامبر ۱۹۲۰ به صورت پیش نویس به جامعه ملل ارائه شد.
پس از پایان جنگ جهانی اول، سر آرنولد ویلسون، کمیساریای عالی آینده عراق، پیوستن میان‌رودان به هند را "به عنوان مستعمره هند و هندی‌ها، مانند دولت هند اداره می‌کند و به تدریج کشت وسیع آن را توصیه می‌کند؛ و جنگ‌های پنجاب جنگجو را در آن مستقر کنید. " کاکس در یادداشتی که در ۲۲ آوریل ۱۹۱۸ نوشته شد، گروه‌های اجتماعی را که انگلیسی‌ها باید از آنها حمایت کنند، ذکر کرد: جامعه یهودیان در بغداد، افراد برجسته در بغداد و بسار، اعراب و یهودیان مملکت دار و ثروتمندان شیخ قبایل کم‌تحرک.  موصل به دنبال توافق‌نامه کلمانسو - لوید جورج در سال ۱۹۱۸ به منطقه نفوذ انگلیس اضافه شد.
این حکم پیشنهادی برای تأسیس با مشکلات خاصی روبرو شد، زیرا شورش سراسری عراق در سال ۱۹۲۰ آغاز شد، پس از آن تصمیم گرفته شد که از طریق پیمان انگلیس و عراق در اکتبر ۱۹۲۲ این سرزمین به پادشاهی عراق تبدیل شود. پادشاهی عراق در ۳۲–۱۹۳۱ مستقل شد، با توجه به جامعه ملل موضع، که چنین کشورهایی اعلام می‌شود به «توسعه تدریجی» به عنوان کشورهای کاملاً مستقل تسهیل می‌شود.
در ابتدا دولت مدنی عراق تحت مدیریت انگلیس توسط کمیساریای عالی، سر پرسی کاکس و معاون وی، سرهنگ آرنولد ویلسون اداره می‌شد. بریتانیا اقدامات تلافی جویانه پس از قتل یک افسر بریتانیایی در نجف موفق به برقراری نظم. دولت انگلیس هنوز در کوه‌های شمال عراق مستقر نشده بود. برجسته‌ترین مشکلی که انگلیس با آن روبرو بود، عصبانیت فزاینده ملی گرایان بود که از اعطای مقام مأموریت خیانت می‌کردند.

## نقشه

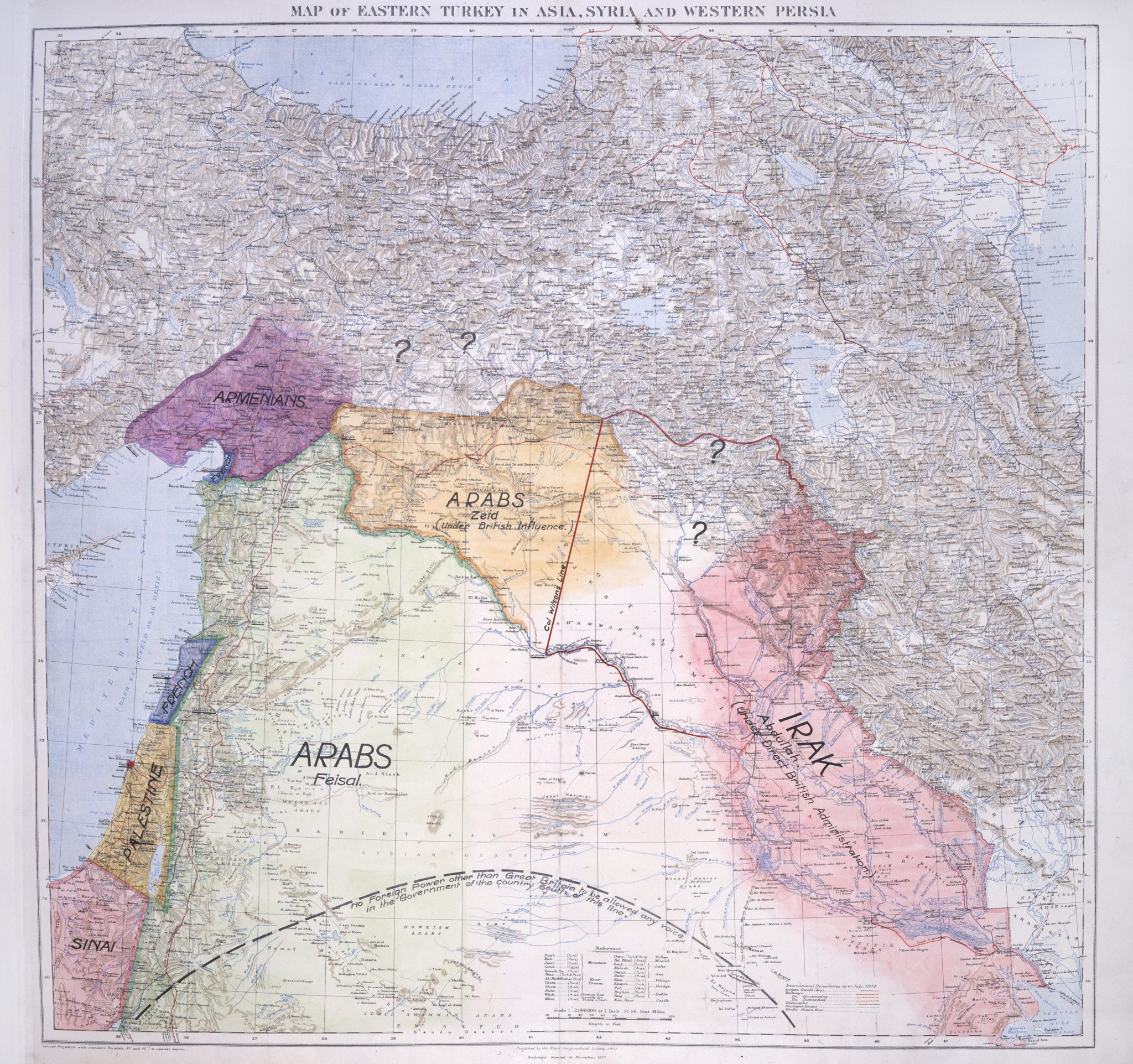
نقشه ارائه شده کابینه جنگ در نوامبر ۱۹۱۸
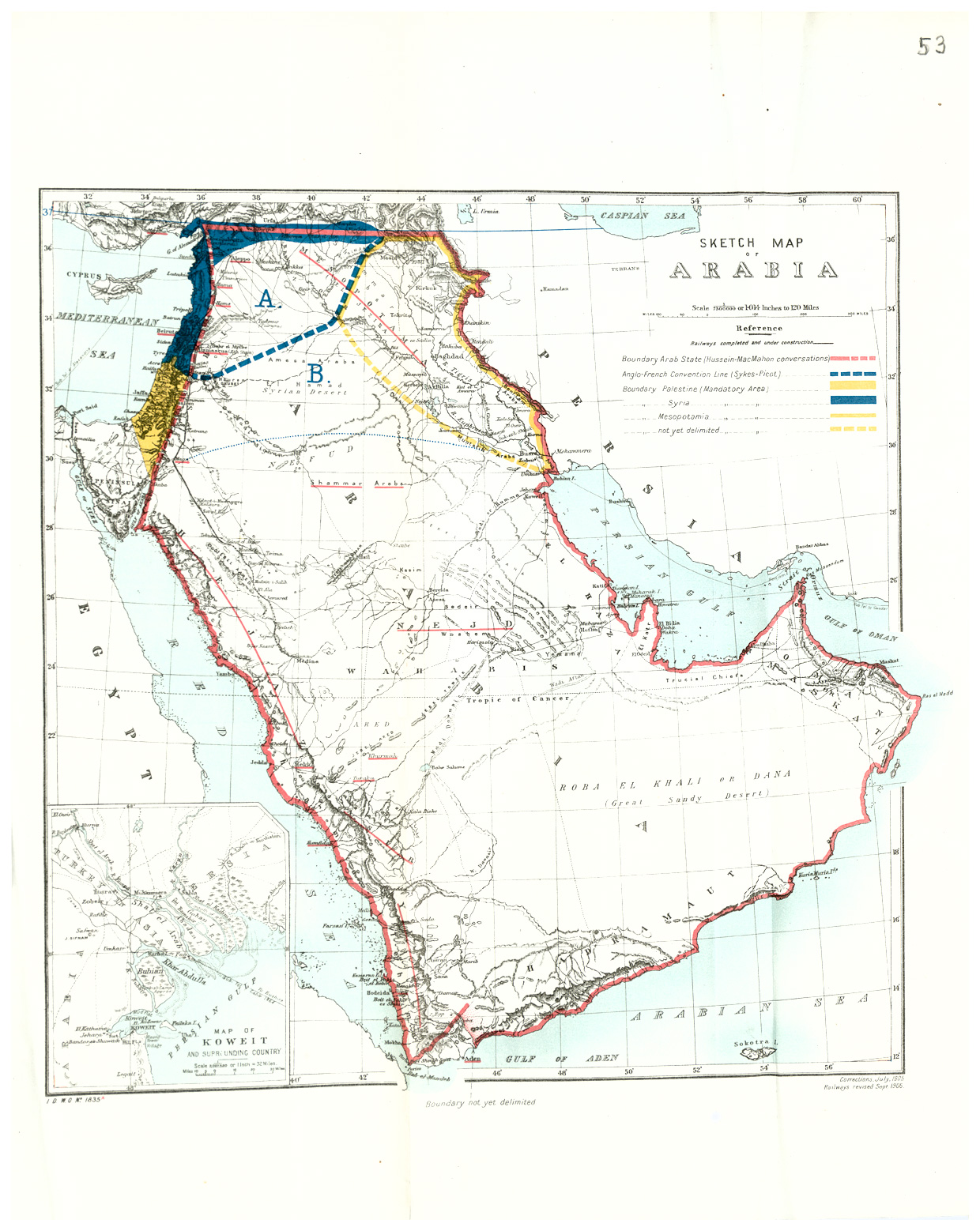
نقشه انگلیس به یادداشت کابینه ، ضمیمه شده‌است که نشان دهنده اختیارات پیشنهادی است